# 苑子文、苑子豪兄弟
苑子文、苑子豪双胞胎兄弟（1993年8月2日—），生於中國大陸河北省廊坊市，俗稱“北大最帥雙胞胎”，孪生兄弟两人的長相一模一樣、皆為北京大學校友、青年作家。
2012年，苑子文以674分成績考入北京大學社會學系，苑子豪以683分成績考入北京大學國際關係學院，在節目《魯豫有約》打開知名度。2013年10月1日，二人共同出版兩人成長歷程的小說《愿我的世界總有你二分之一》。2015年4月1日，出版《我们都一樣，年輕又彷徨》。2016年3月1號出版作品《穿越人海擁抱你》。2017年1月1日，兩人和作家Leo共同出版《世界上另一個我》。

## 生平

### 成長背景
苑子文小學曾被老師「退學」一级，列入壞学生名單，初中升入河北省廊坊市第四中學並擔任班長，並且是一個體重85公斤的胖孩子。升上高中（天津市楊村第一中學）後的成绩是年级100多名。但最後經過努力，2012年，以674分成積考入北京大學社會學系，並擔任芳菲文學社社長。
苑子豪曾经是85公斤成績平平的小胖子，高中時是學校文學社副社長、《意林》雜誌特约編輯，喜歡寫悲劇小說。在《天津中學生》、《同學少年》、《美文》等都發表過作品。經過不懈努力，2012年，高考數學滿分，以優異的成绩考入北京大學。2016年本科學術優異，被保送北京大學研究生。

### 生涯發展
2012年10月18日，两人参加《鲁豫有约》多胞胎專题節目錄製。
2013年1月12日，擔任山東衛視少年成長勵志類節目《中國少年派》嘉賓。4月4日，参加《一站到底》校園精英PK赛節目錄製。8月4日，参加廈門衛視青少年益智節目《鴨蛋碰石頭》。10月1日，两人共同合作出版講述两人成長勵志的小說《願我的世界總有你二分之一》。
2014年1月22日，參與錄製的节目《HELLO天津》播出。4月15日至16日，参加湖南衛視《我的纪錄片之新「學霸」》節目錄製。11月21日，参加湖南衛視娛樂節目《天天向上》，講述85公斤小胖子逆襲成為學霸的親身故事。
2015年4月1日，出版青春成長勵志《我们都一樣，年輕又彷徨》。
2016年2月2日，與宋伊人等参加90後環球旅游真人秀節目《出發吧我們》。4月16日，两人共同獲得「第十屆作家榜金獎·年度新銳作家獎」。5月1日，两人合作推出温暖治愈小說《穿越人海擁抱你》。
2016年7月28日，两人共同錄製的《藝術人生》署期特别節目《人生講堂》播出，節目中兄弟倆去拜訪了表演藝術家藍天野先生。
2016年8月11日，两人共同錄製的《星月私房話》播出。

## 出版作品

### 小說
| 小說 | 書本資料 |
| 1st  | 《願我的世界總有你二分之一》 - 發行日期：2013年10月1號 - 出版社：譯林出版社 - 發行公司：博集天卷 - 語言：中文        |
| 2nd  | 《我們都一樣，年輕又彷徨》 - 發行日期：2015年3月1號 - 出版社：湖南文藝出版社 - 發行公司：博集天卷 - 語言：中文       |
| 3rd  | 《穿越人海擁抱你》 - 發行日期：2016年5月1號 - 出版社：湖南文藝出版社 - 發行公司：博集天卷 - 語言：中文               |
| 4th  | 《不好意思，我也是第一次當大人》 - 發行日期：2017年8月7號 - 出版社：湖南文藝出版社 - 發行公司：博集天卷 - 語言：中文 |

### 漫畫
| 漫畫 | 書本資料 |
| 1st  | 《世界上另一個我》 - 發行日期：2017年1月1號 - 出版社：中國友誼出版社 - 發行公司：博集天卷 - 語言：中文 - 與插畫家Leo合作出版 |

## 戲劇演出
- 2020年 《熱血同行》 (苑子文 饰演 周觉)
- 待播 《穿越人海擁抱你》